# Дхарампаша (упазіла)
Дхарампаша́ (бенг. ধরমপাশা, англ. Dharampasha) — одна з 10 упазіл зіли Сунамгандж регіону Сілхет Бангладеш, розташована на північному заході зіли.
Населення — 182 969 осіб (2008; 164 131 в 1991).

## Адміністративний поділ
До складу упазіли входять 10 вардів:
| Зіла                   | Площа, км² | Населення, осіб (2008) |
| ---------------------- | ---------- | ---------------------- |
| Дакшін-Бонгшікунда     | -          | 21967                  |
| Дакшін-Сукхаїрраджапур | -          | 8019                   |
| Джойсрі                | -          | 17193                  |
| Дхармапаша             | -          | 24011                  |
| Мадхьянагар            | -          | 18523                  |
| Пайкураті              | -          | 22335                  |
| Селбораш               | -          | 20175                  |
| Уттар-Бангшікунда      | -          | 17549                  |
| Уттар-Сукхаїр-Раджапур | -          | 14512                  |
| Чамардані              | -          | 18685                  |